# 首都医科大学附属北京朝阳医院
39°55′28″N 116°26′49″E / 39.924516°N 116.446924°E
首都医科大学附属北京朝阳医院，创立于1958年2月24日，是一所三级甲等综合医院，是首都医科大学附属第三临床医学院。该医院是北京市医疗保险A类定点医疗机构。

## 院本部
院本部位于朝阳区工人体育场南路8号。

## 西院

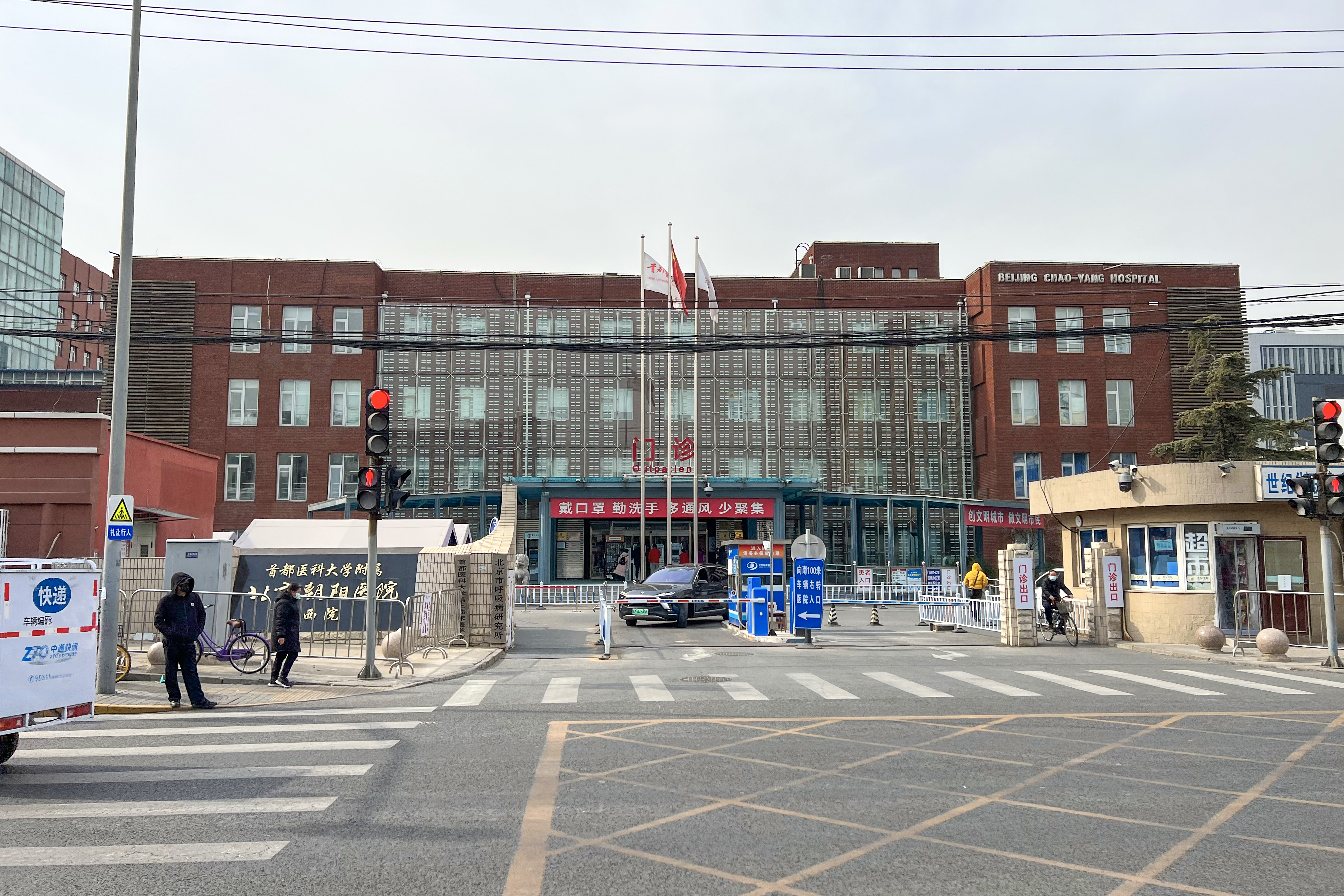
朝阳医院西院

西院位于石景山区京原路5号。

## 东院

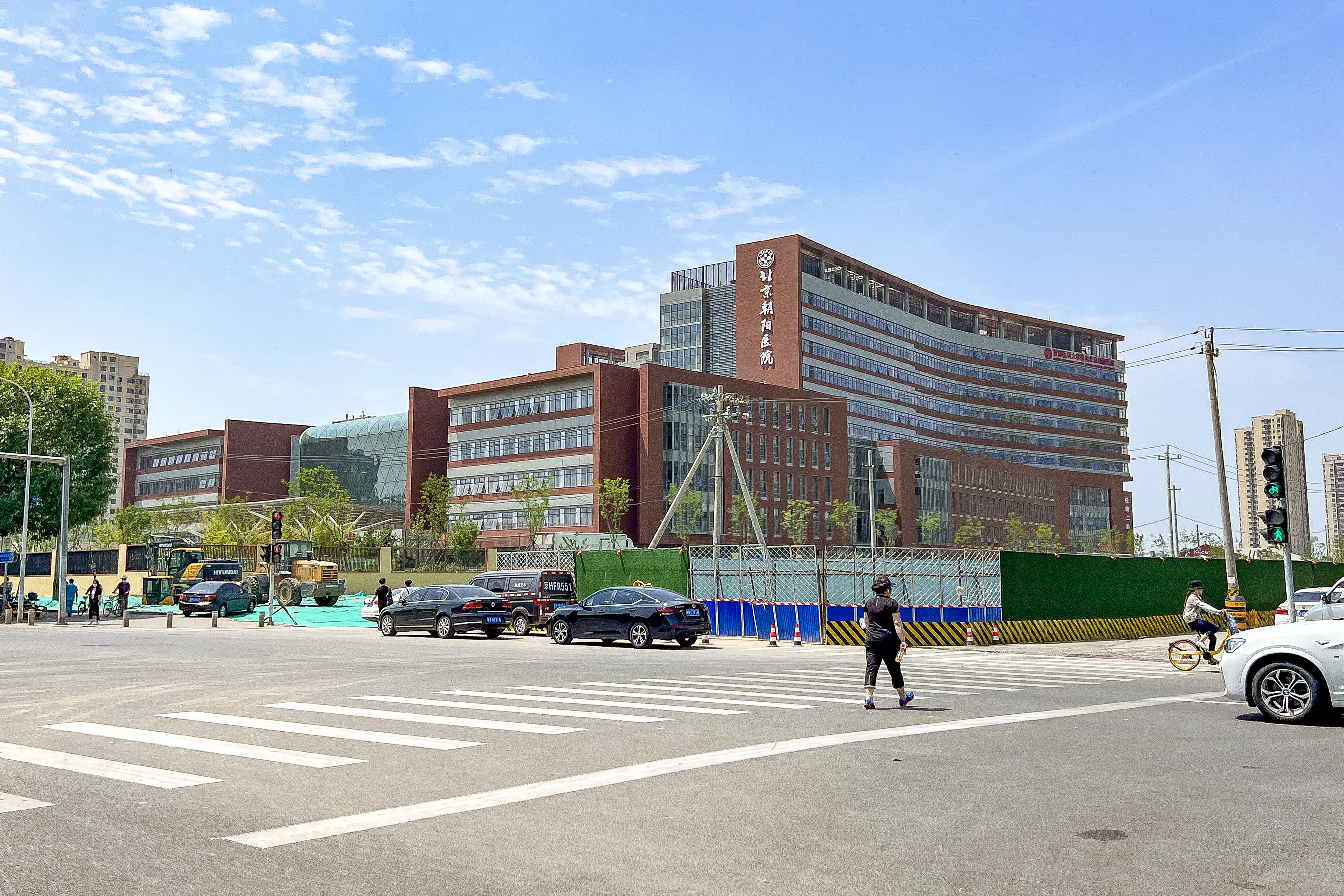
朝阳医院常营院区

东院位于朝阳区常营回族乡东十里堡路3号，设计总床位1000张，总建筑面积约19.8万平方米，包括医疗综合楼、锅炉房、污水处理站和液氧站4座单体工程，其中医疗综合楼包括内科住院楼、外科住院楼、行政科研教学综合楼，2023年5月29日建成启用。

## 曾入院治疗的名人
- 陳光誠[4]（持不同政見者，後逃入北京美國駐華大使館並順利赴美）